# えぷろんフーズ
えぷろんフーズ株式会社は、愛知県を営業基盤とするスーパーマーケット「えぷろん」を運営する企業である。本社は愛知県豊田市宮上町3-39-3。CGCグループに加盟している。
また、インターネットで宅配サービスも展開している。

## 店舗
豊田市内に5店舗
- えぷろん渋谷店(豊田市渋谷町)
- えぷろん大林店(豊田市大林町)
- えぷろん宮上店(豊田市宮上町)
- えぷろん生鮮館(豊田市浄水町)
- えぷろん元宮店(豊田市元宮町)